# Великобілинська сільська рада
Великобілинська сільська рада — орган місцевого самоврядування у Самбірському районі Львівської області. Адміністративний центр — село Велика Білина.

## Загальні відомості
Великобілинська сільська рада утворена в 1940 році. Населення — 804 осіб..
7.5.1946 в Дублянському районі перейменували населені пункти Білино-Великівської сільської Ради: хутір Хвороща Велика — на хутір Велика Хвороща, село Білина Велика — на село Велика Білина, а Білино-Великівську сільську Раду, відповідно до назви її центру, — на Великобілинська.

## Населені пункти
Сільраді підпорядковані 3 населені пункти.
| № | Назва населеного пункту | Населення | Площа, км² | Густота населення | Дата заснування |
| - | ----------------------- | --------- | ---------- | ----------------- | --------------- |
| 1 | с. Велика Білина        | 311       | 28,95      | 10,74             | 1442            |
| 2 | с. Велика Хвороща       | 9         | 0,29       | 31,03             | 1944            |
| 3 | с. Мала Білина          | 484       | 16,13      | 30,01             | 1442            |

## Скалад ради
Рада складається з 15 депутатів та голови.

### Керівний склад ради
| ПІБ                                         | Основні відомості                                       | Дата обрання | Дата звільнення |
| ------------------------------------------- | ------------------------------------------------------- | ------------ | --------------- |
| Білинський-Тарасович Мирослав Володимирович | Сільський голова, 1972 р.н., член УНП                   | 26.03.2006   | 31.10.2010      |
| Білинський-Тарасович Мирослав Володимирович | Сільський голова, 1972 р. н., освіта вища, безпартійний | 31.10.2010   |                 |

Примітка: таблиця складена за даними джерела

## Релігійні громади і конфесії
| № | Назва населеного пункту | Назва храму                  | Дата храмового свята | Релігійна громада | Настоятель      |
| - | ----------------------- | ---------------------------- | -------------------- | ----------------- | --------------- |
| 1 | с. Велика Білина        | Стрітення Господнього        | 15 лютого            | УГКЦ              | о. Жук Григорій |
| 2 | с. Мала Білина          | Покрови Пресвятої Богородиці | 14 жовтня            | УГКЦ              | о. Жук Григорій |
| 3 | с. Мала Білина          | Покрови Пресвятої Богородиці | 14 жовтня            | УПЦ КП            | о. Кухар Іван   |

Примітка: таблиця складена за даними джерела

## Освіта
- Малобілинська СЗШ І-ІІ

## Культура
- Народний Дім с. Велика Білина
- Народний Дім с. Мала Білина
- Бібліотека с. МалаБілина

## Медицина
- Фельдшерський Пункт с. Велика Білина
- Фельдшерський Пункт с. Мала Білина